# Pristaulacus angularis
Pristaulacus angularis är en stekelart som först beskrevs av Crosskey 1953.  Pristaulacus angularis ingår i släktet Pristaulacus och familjen vedlarvsteklar. Inga underarter finns listade i Catalogue of Life.